# NGC 4858
NGC 4858 (другие обозначения — MCG 5-31-51, ZWG 160.213, DRCG 21-195, IRAS12566+2823, PGC 44535) — спиральная галактика с перемычкой (SBb) в созвездии Волос Вероники.
Галактика расположена в скоплении Волос Вероники, испытывает вспышку звездообразования. Имеет неправильную искривлённую форму и несколько «хвостов», что обусловлено гравитационным воздействием со стороны других галактик. Имеет дефицит нейтрального атомарного водорода.
Этот объект входит в число перечисленных в оригинальной редакции «Нового общего каталога».